# Ігенчеляр (Кігинський район)
Ігенчеля́р (рос. Игенчеляр) — присілок (у минулому селище) у складі Кігинського району Башкортостану, Росія. Входить до складу Нижньокігинської сільської ради.
Населення — 58 осіб (2010; 58 в 2002).
Національний склад:
- татари — 83 %